# McLaren MCL32
Chronologie des modèles (2017)
McLaren MP4-31 McLaren MCL33
La McLaren MCL32 est la monoplace de Formule 1 engagée par McLaren Racing dans le cadre du championnat du monde de Formule 1 2017. Elle est pilotée par le Belge Stoffel Vandoorne et par l'Espagnol Fernando Alonso. Le pilote-essayeur est le Britannique Jenson Button.
Conçue par l'ingénieur britannique Tim Goss, la MCL32 est présentée le 24 février 2017 à l'usine de Woking en Grande-Bretagne.

## Résultats en championnat du monde de Formule 1
| Saison | Écurie                       | Moteur                | Pneus   | Pilotes           | Courses | Courses | Courses | Courses | Courses | Courses | Courses | Courses | Courses | Courses | Courses | Courses | Courses | Courses | Courses | Courses | Courses | Courses | Courses | Courses | Points inscrits | Classement |
| Saison | Écurie                       | Moteur                | Pneus   | Pilotes           | 1       | 2       | 3       | 4       | 5       | 6       | 7       | 8       | 9       | 10      | 11      | 12      | 13      | 14      | 15      | 16      | 17      | 18      | 19      | 20      | Points inscrits | Classement |
| ------ | ---------------------------- | --------------------- | ------- | ----------------- | ------- | ------- | ------- | ------- | ------- | ------- | ------- | ------- | ------- | ------- | ------- | ------- | ------- | ------- | ------- | ------- | ------- | ------- | ------- | ------- | --------------- | ---------- |
| 2017   | McLaren Honda Formula 1 Team | Honda RA617H V6 Turbo | Pirelli |                   | AUS     | CHI     | BAH     | RUS     | ESP     | MON     | CAN     | AZE     | AUT     | GBR     | HON     | BEL     | ITA     | SIN     | MAL     | JAP     | USA     | MEX     | BRE     | ABU     | 30              | 9e         |
| 2017   | McLaren Honda Formula 1 Team | Honda RA617H V6 Turbo | Pirelli | Stoffel Vandoorne | 13e     | Abd     | Np      | 14e     | Abd     | Abd     | 14e     | 12e     | 12e     | 11e     | 10e     | 15e     | Abd     | 7e      | 7e      | 14e     | 12e     | 12e     | Abd     | 12e     | 30              | 9e         |
| 2017   | McLaren Honda Formula 1 Team | Honda RA617H V6 Turbo | Pirelli | Fernando Alonso   | Abd     | Abd     | 14e*    | Np      | 12e     |         | 16e*    | 9e      | Abd     | Abd     | 6e      | Abd     | 17e*    | Abd     | 11e     | 11e     | Abd     | 10e     | 8e      | 9e      | 30              | 9e         |
| 2017   | McLaren Honda Formula 1 Team | Honda RA617H V6 Turbo | Pirelli | Jenson Button     |         |         |         |         |         | Abd     |         |         |         |         |         |         |         |         |         |         |         |         |         |         | 30              | 9e         |

Légende : ici 